# William Jackson (Politiker, 1783)
William Jackson (* 2. September 1783 in Newton, Massachusetts; † 27. Februar 1855 ebenda) war ein US-amerikanischer Politiker. Zwischen 1833 und 1837 vertrat er den Bundesstaat Massachusetts im US-Repräsentantenhaus.

## Werdegang
William Jackson besuchte die öffentlichen Schulen seiner Heimat. Später wurde er Mitglied im Gemeinderat und im Schulausschuss von Newton. Er war auch maßgeblich an der Gründung der Newton Temperance Society beteiligt. Beruflich stellte er zunächst Seife und Kerzen her. Zwischen 1826 und 1836 arbeitete er auch in der Eisenbahnbranche. Außerdem stieg er in das Bankgewerbe ein und wurde zwischen 1831 und 1835 Präsident der Newton Savings Bank. Politisch wurde er Mitglied der kurzlebigen Anti-Masonic Party. Von 1829 bis 1832 war er Abgeordneter im Repräsentantenhaus von Massachusetts.
Bei den Kongresswahlen des Jahres 1832 wurde Jackson im neunten Wahlbezirk von Massachusetts in das US-Repräsentantenhaus in Washington, D.C. gewählt, wo er am 4. März 1833 die Nachfolge von George N. Briggs antrat. Nach einer Wiederwahl konnte er bis zum 3. März 1837 zwei Legislaturperioden im Kongress absolvieren. Seit dem Amtsantritt von Präsident Andrew Jackson im Jahr 1829 wurde innerhalb und außerhalb des Kongresses heftig über dessen Politik diskutiert. Dabei ging es um die umstrittene Durchsetzung des Indian Removal Act, den Konflikt mit dem Staat South Carolina, der in der Nullifikationskrise gipfelte, und die Bankenpolitik des Präsidenten.
Im Jahr 1836 verzichtete Jackson auf eine erneute Kongresskandidatur. Nach dem Ende seiner Zeit im US-Repräsentantenhaus nahm er seine früheren Tätigkeiten wieder auf. Im Jahr 1846 war er einer der Gründer der Liberty Party. Von 1846 bis 1854 fungierte er als Präsident der American Missionary Society; zwischen 1848 und 1858 war er noch einmal Präsident der Newton Savings Bank. Außerdem gab er in Newton eine Zeitung heraus. William Jackson starb am 27. Februar 1855 in Newton.